# ستيفان فرانك
ستيفان فرانك (بالفرنسية: Stéphane Franke)‏ هو منافس ألعاب قوى فرنسي وألماني، ولد في 12 فبراير 1964 في فرساي في فرنسا، وتوفي في 23 يونيو 2011 في بوتسدام في ألمانيا بسبب سرطان.

## وصلات خارجية
- ستيفان فرانك على موقع الاتحاد الدولي لألعاب القوى (الإنجليزية)
- ستيفان فرانك على موقع أوليمبيديا (الإنجليزية)